# Port lotniczy Akim Oda
Port lotniczy Akim Oda – port lotniczy zlokalizowany w ghańskim mieście Akim Oda. Obsługuje połączenia lotnicze ze stolicą − Akrą.